# Mughiphantes armatus
Mughiphantes armatus là một loài nhện trong họ Linyphiidae.
Loài này thuộc chi Mughiphantes. Mughiphantes armatus được Wladislaus Kulczynski miêu tả năm 1905.